# Paiute

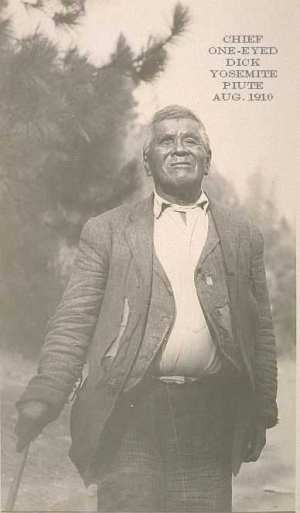
Il capo indiano George Dick, dei Paiute della Yosemite Valley

I Paiute sono una popolazione nativa del Nord America. Il termine indica propriamente due gruppi relativamente distinti di lingua uto-azteca.
I Paiute del Nord abitavano tradizionalmente nei territori della California, del Nevada e dell'Oregon, mentre i Paiute del Sud erano stanziati in Arizona, Nevada, Utah e nel sud-est della California (Yosemite Valley). 
Nonostante questi due gruppi vengano classificati con il nome comune di Paiute, il gruppo dei Paiute del Nord era più affine agli Shoshoni che ai Paiute del Sud, i quali a loro volta erano molto simili agli ute.
L'origine del nome Paiute è incerta. Secondo alcuni antropologi il termine significherebbe "Ute dell'acqua" oppure "veri Ute". I Paiute del Nord chiamavano sé stessi Numa mentre il nome che i Paiute del Sud davano a sé stessi era Nuwuvi. In entrambi i casi questi significavano "il popolo". I primi esploratori spagnoli che entrarono in contatto con tribù di Paiute del Sud li chiamarono "Payuchi" mentre i coloni di origine europea li definivano "Scavatori" (in inglese Diggers), probabilmente per la loro abitudine di scavare alla ricerca di radici.